# Yves-Thibault de Silguy
Yves-Thibault de Silguy (Rennes, França 1949) és un polític francès que va ser membre de la Comissió Europea entre 1985 i 1999.

## Biografia
Va néixer el 22 de juliol de 1948 a la ciutat de Rennes, població situada a la regió de la Bretanya. Va estudiar dret a la Universitat de Rennes, ampliant posteriorment aquests estudis a l'Institut d'Estudis Polítics de París i a l'Escola Nacional d'Administració.

## Activitat professional
El 1976 entrà a formar part del Ministeri d'Afers Exteriors de França, i el 1981 entrà a treballar a la Comissió Europea com a conseller del comissari François-Xavier Ortoli, càrrec que va mantenir fins al 1984. Conseller econòmic entre 1985 i 1988 de l'ambaixada de França als Estats Units d'Amèrica i del primer ministre Jacques Chirac, el 1988 fou nomenat Director General d'Afers Internacionals del grup siderúrgic Usinor.

## Activitat política
Membre del Partit Socialista (PS), fou nomenat membre de la Comissió Santer a proposició del primer ministre Édouard Balladur, esdevenint Comissari Europeu d'Assumptes Econòmics i Monetaris, càrrec que també ocupà de forma interina en la Comissió Marín.